# Nařízení EU v oblasti dřeva
Nařízení EU v oblasti dřeva (EUTR – nařízení (EU) č. 995/2010) je nařízení Evropské unie ze dne 20. října 2010, které zakazuje obchodování s nezákonně vytěženým dřevem a dřevařskými výrobky v EU. Zakazuje uvádění nezákonně vytěženého dřeva a výrobků z tohoto dřeva na trh EU a stanoví povinnosti hospodářských subjektů. Nařízení se vztahuje na všechny členské státy EU od 3. března 2013.

## European Union Regulation
| Nařízení Evropského parlamentu a Rady, kterým se stanoví povinnosti hospodářských subjektů uvádějících na trh dřevo a dřevařské výrobky Autor Evropský parlament a Rada Vytvořeno s ohledem na Článek 192 odst. 1 Odkaz na věstník L 295, 12.11.2010, s. 23–34                                               |
| Historie |
| Vytvořeno : 20. října 2010 V platnosti od : 3. března 2013 |
| Přípravné texty |
| Stanovisko hospodářského a sociálního výboru : Úř. věst. C 2009/318 s. 88 Postoj Evropského parlamentu : Úř. věst. C 2009/184E s. 145 Postoj Evropského parlamentu: ze dne 7. července 2010 Návrh Komise : Sděl. 2008/0644 v konečném znění Postup spolurozhodování Postoj Rady; Úř. věst. C 2010/114E s. 17 |
| 'Další právní předpisy |
| Upravuje: 52008PC0644 |

### Kontext
Nezákonná těžba dřeva – těžba dřeva způsobem, který porušuje zákony nebo právní předpisy v zemi těžby – má závažné hospodářské, environmentální a sociální dopady na některé velmi cenné lesy, které na světě zbývají, a na komunity, které jsou na nich závislé. Má za následek ztrátu příjmů, kazí úsilí zákonných hospodářských subjektů a souvisí s odlesňováním, ztrátou biologické rozmanitosti a emisemi skleníkových plynů. Je rovněž spojena se spory o pozemky a zdroje a odnímání práv místním komunitám.
EU je důležitým vývozním trhem pro země, v nichž jsou velmi závažné úrovně nezákonnosti a špatné správy v oblasti lesnictví. Uváděním dřeva a dřevařských výrobků, které potenciálně pocházejí z nezákonných zdrojů, na trh EU, země EU v zásadě podporují nezákonnou těžbu dřeva.
S cílem tento problém vyřešit vytvořila EU v roce 2003 akční plán http://www.euflegt.efi.int/portal/ FLEGT (Prosazování práva, správa a obchod v lesnictví), který poskytuje řadu opatření pro vytlačení nezákonně těženého dřeva z trhů, vylepšení dodávek zákonného dřeva a zvýšení poptávky po zodpovědných dřevařských výrobcích. Dvěma klíčovými prvky akčního plánu jsou EUTR a dobrovolné dohody o partnerství (obchodní dohody se zeměmi vyvážejícími dřevo, které přispívají k tomu, že se nezákonně těžené dřevo neuvádí na evropský trh).

### Přehled
S cílem celosvětově bojovat proti nezákonné těžbě dřeva EUTR zakazuje uvádění nezákonně vytěženého dřeva a výrobků z tohoto dřeva na trh EU. EUTR dělí ty, kdo obchodují se dřevem a dřevařskými výrobky, do dvou kategorií – hospodářské subjekty a obchodníci. Každá z kategorií má své povinnosti.
Hospodářské subjekty – definované v nařízení jako subjekty, které poprvé uvádějí dřevo nebo dřevařské výrobky na trh EU – mají povinnost provádět „náležitou péči“. Obchodníci – definovaní v EUTR jako ti, kdo prodávají nebo nakupují dřevo nebo dřevařské výrobky, které již byly uvedeny na trh EU – mají povinnost vést informace o svých dodavatelích a zákaznících, aby je bylo možné snadno vysledovat.

### Systém náležité péče
Při uvádění dřeva nebo dřevařských výrobků na trh EU mají hospodářské subjekty povinnost vést "systém náležité péče", aby minimalizovaly nebezpečí, že budou obchodovat s nezákonně vytěženým dřevem nebo dřevařskými výrobky zhotovenými z nezákonně vytěženého dřeva. Vzor pro zavedení "systému náležité péče" pro obce, ostatní vlastníky pozemků a pro dovozce ze zemí mimo EU naleznete na: http://www.uhul.cz/nase-cinnost/narizeni-o-dreve/eutr/system-nalezite-pece Archivováno 26. 2. 2019 na Wayback Machine..
Jinými slovy to znamená, že musí zavést systém řízení rizika se třemi prvky:
- informace: hospodářský subjekt musí mít přístup k informacím týkajícím se dřeva a dřevařských výrobků, země původu vytěženého dřeva (a případně region dané země a oprávnění k těžbě), druh, množství a podrobností o dodavateli a k informacím o souladu s vnitrostátními právními předpisy,
- posouzení rizik: hospodářský subjekt by měl na základě výše uvedených informací a s přihlédnutím ke kritériím stanoveným v EUTR posoudit riziko výskytu nezákonně vytěženého dřeva ve svém dodavatelském řetězci,
- zmírnění rizik: pokud posouzení rizik ukáže, že v dodavatelském řetězci existuje riziko výskytu nezákonně vytěženého dřeva, lze toto riziko zmírnit dalšími opatřeními, například tím, že se od dodavatele vyžádají doplňující informace a další ověření.

Hospodářské subjekty si mohou vytvořit vlastní systém náležité péče nebo použít systém vyvinutý kontrolní organizací.

### Rozsah výrobků
Toto nařízení se vztahuje na dřevo i na dřevařské výrobky vyrobené v EU a dovezené odjinud. Zahrnuté výrobky: výrobky z fošen, podlahové krytiny, překližka, buničina a papír atd. Recyklované výrobky a potištěný papír, jako například knihy, časopisy a noviny, nejsou zahrnuty.
Dřevo a dřevařské výrobky, na něž se vztahuje platná licence FLEGT nebo povolení CITES, jsou považovány za vyhovující požadavkům EUTR.
Vyčerpávající seznam výrobků, na něž se zákon vztahuje, je uveden v příloze EUTR: http://eur-lex.europa.eu/LexUriServ/LexUriServ.do?uri=CELEX:32010R0995:CS:NOT
EUTR se nevztahuje na jednotlivce, kteří prodávají nebo nakupují dřevo nebo dřevařské výrobky pro své osobní použití.

### Uplatňování
Nařízení EU v oblasti dřeva je závazné v každé zemi EU. Zákonodárný orgán v každé zemi stanoví účinné, přiměřené a odrazující sankce, aby bylo nařízení dodržováno. V každé zemi je příslušný orgán, který koordinuje prosazování nařízení. Příslušný orgán ve vaší zemi naleznete zde: https://web.archive.org/web/20130124004902/http://ec.europa.eu/environment/forests/pdf/list_competent_authorities.pdf

### Sekundární legislativa
Dne 23. února 2012 Evropská komise přijala Nařízení Komise v přenesené pravomoci (EU) č. 363/2012 pro uzákonění pravidel pro uznávání kontrolních organizací a odejímání takových uznání.
Evropská komise dále dne 6. července 2012 přijala Prováděcí nařízení Komise (EU) č. 607/2012 s cílem zajistit, aby bylo nařízení jednotně uplatňováno po celé EU. Toto prováděcí nařízení uvádí podrobnosti o opatřeních pro posouzení rizik a zmírnění rizika, která jsou součástí „systému náležité péče“, a také o četnosti a povaze kontrol kontrolních organizací prováděných příslušnými orgány členských států.